# Janata Dal (United)
O Janata Dal (United) é um partido político em Índia. O líder do partido é Nitish Kumar.
Nas eleições parlamentares de 2004 o partido recebeu 9 924 209 votos (2,6%, 8 assentos).